# Radmilla Cody

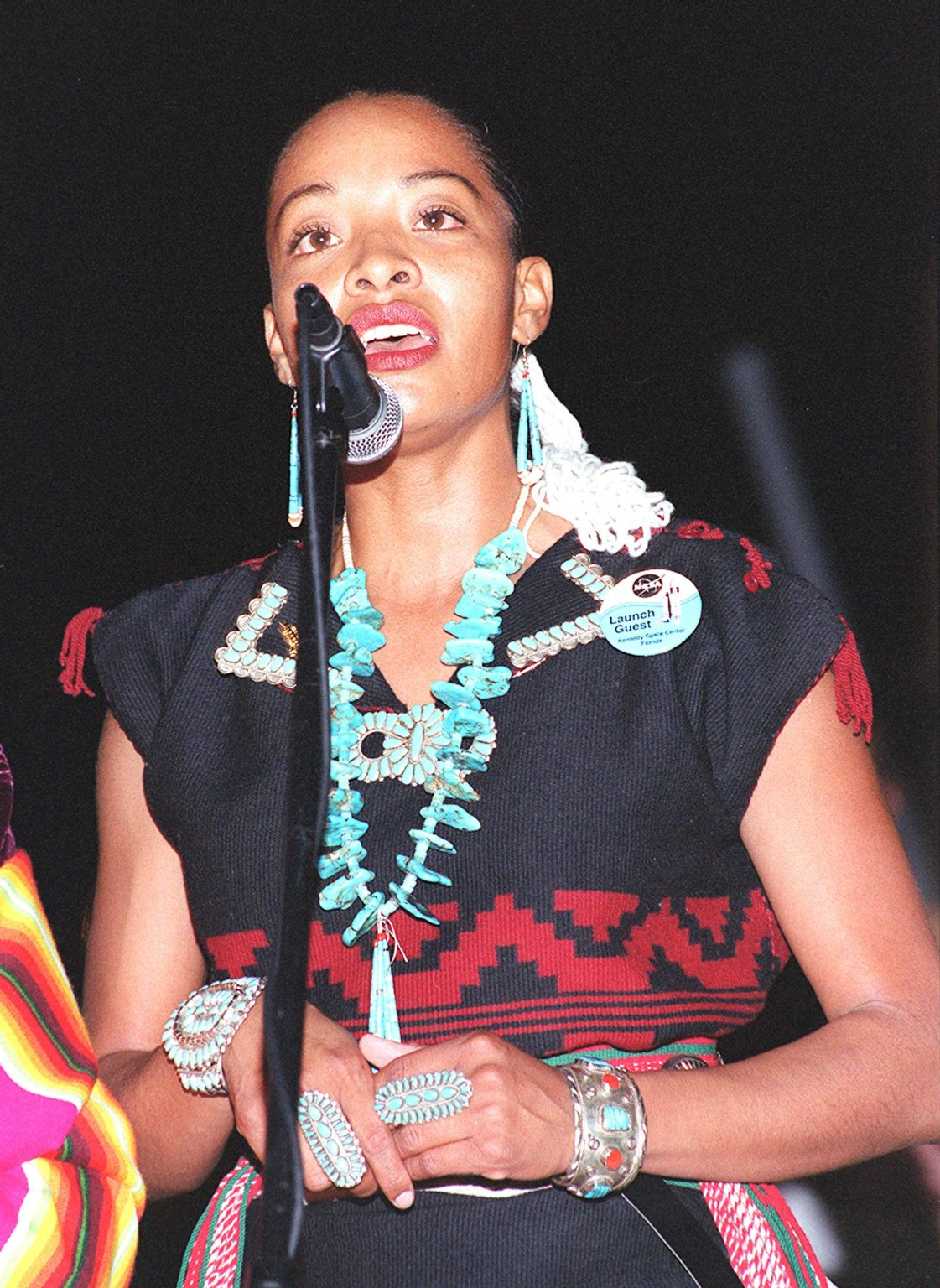
Radmilla Cody singt The Star-Spangled Banner in Navajo am Kennedy Space Center in Florida

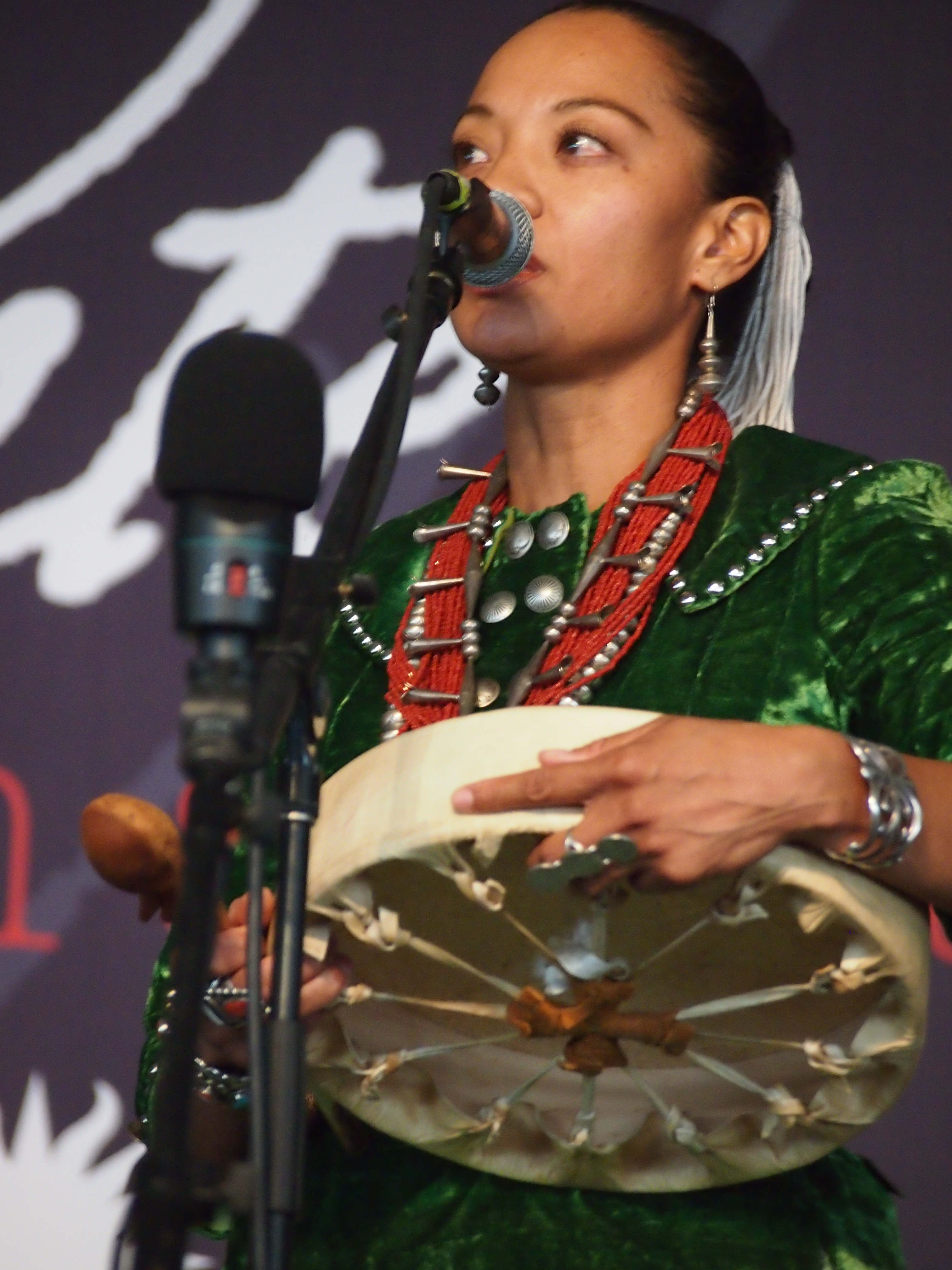
Radmilla Cody spielt beim Ralph Rinzler Memorial Concert: Smithsonian Folkways - Tribute to Pete Seeger

Radmilla A. Cody (* 1975) ist ein Navajo-Model, Sängerin und Aktivistin gegen häusliche Gewalt. Von 1997 bis 1998 war sie die 46. Miss Navajo. Sie war die erste gemischtrassige Miss Navajo und damit bislang die einzige Miss Navajo mit teilweise afroamerikanischer Abstammung. Ihre Nominierung löste eine erhebliche Debatte über die Identität der Navajo aus.

## Kindheit
Cody wurde in den Tłʼááshchíʼí-Clan der Navajo-Nation hineingeboren. Ihr Vater ist Afroamerikaner. Sie wuchs in den ländlichen Gebieten der Navajo-Nation bei ihrer Großmutter mütterlicherseits auf und sprach Navajo. In einem Interview mit Vermont Public Radio erinnerte sich Cody an einen Vorfall, bei dem ihre Großmutter sich über sie ärgerte, weil sie Englisch sprach. Zu ihren täglichen Aufgaben gehörten das Hüten von Schafen und gelegentliches Weben. Cody erinnerte sich später, dass ihr diese Zeit in relativer Einsamkeit Gelegenheit gab, ihre frühen Gesangskünste mit dem „ersten Publikum, den Schafen“ zu üben, und die Umgebung ihr eine Wertschätzung für die Geräusche der Natur vermittelte. Da ihre Großmutter zum Christentum konvertiert war, beeinflussten sie christliche Chöre der örtlichen Kirche zusätzlich.

## Miss Navajo
1997 nahm Cody am Miss Navajo-Wettbewerb im Rahmen der Navajo Nation Fair teil und gewann ihn. Für diese Veranstaltung sind umfassende Kenntnisse der Navajo-Traditionen und fließende Kenntnisse der Navajo-Sprache erforderlich, nicht Schönheitsideale wie bei westlichen Schönheitswettbewerben. Nach ihrer Amtszeit begann sie eine Karriere als Musikerin.

## Musikkarriere
Codys Lieder sind eine Mischung aus traditioneller Navajo-Musik und Liedern mit Texten ihres Onkels Herman Cody. Ihr erstes Album mit dem Titel Within the Four Directions, das die Navajo-Version von The Star-Spangled Banner („Dah Naatʼaʼí Sǫʼ bił Sinil“) enthält, erschien im Jahr 2000. Für ihr Album Seed of Life gewann sie 2002 den Native American Music Award als beste Künstlerin und hat seitdem zwei weitere Sammlungen herausgebracht: Spirit of a Woman und Precious Friends, 2005 bzw. 2007. Ihr letztes Album Shi Keyeh or Songs for the People erschien 2011. Dieses Album wurde bei den Grammy Awards 2012 als bestes regionales Roots-Album nominiert. Cody war die erste indianische Sängerin, die in dieser neuen Kategorie nominiert wurde. Im Jahr 2002 sang Cody die Navajo-Version von The Star-Spangled Banner im Kennedy Space Center, als John Bennett Herrington als erstes eingetragenes Mitglied einer indianischen Nation ins All flog.

## Aktivismus gegen häusliche Gewalt
Im Jahr 2003 bekannte sich Cody der „Missachtung eines schweren Verbrechens“ schuldig. Sie hatte ihrem Freund, der in Las Vegas, Nevada, in den Marihuanahandel verwickelt war, 1.000 Dollar überwiesen. Sie gab zu, gewusst zu haben, dass das Geld für solche illegalen Aktivitäten verwendet werden würde. Sie saß dafür 21 Monate im Gefängnis. In der Folgezeit wurde Cody öffentlich rassistisch angegriffen, da sie sich auf ihre afroamerikanische Abstammung berief. Andere äußerten Unterstützung und Verständnis für ihre Situation, da ihr Freund sie misshandelte und unterdrückerisch behandelte. Seitdem engagiert sie sich gegen häusliche Gewalt.
Sie ist Vorstandsmitglied bei der Mariposa Foundation, einer Organisation die Mädchen fördert und stärkt. Sie bieten einen sicheren Ort für Mädchen, Unterstützung bei der Bildung, Stipendien, Zugang zu Gesundheitsleistungen, Bewusstseinsbildung und Unterstützung in der Arbeitswelt. Da Cody selbst Opfer häuslicher Gewalt wurde, nutzt ihre persönlichen Erfahrungen, um sich entschieden gegen die Gewaltepidemie einzusetzen. Als Person mit gemischter Abstammung versucht sie, positive Botschaften über ihre doppelte Identität zu vermitteln, da Kinder mit gemischter Abstammung immer noch besonders viele Vorurteile ertragen müssen.

## Diskografie
- Within the Four Directions (2000)
- Seed of Life (2002) 2002 Native American Music Awards Best Female Artist
- Spirit of a Woman (2005)
- Precious Friends (2007)
- Shi Keyah: Songs for the People (2011)[2]